# Шарав (ветер)
Шарав (ивр. שָׁרָב‎) — сухой, изнуряюще жаркий ветер на Ближнем Востоке, восточного и южного направления. Возникает в передних частях циклонов, перемещающихся преимущественно из Аравийской и Синайской пустынь. Зачастую с пылью и песком. Температура воздуха летом нередко выше 40 °C.
Зимой, когда температура держится в районе +5 — +9 °C, шарав приводит к повышению температуры до +25 °C.